# Domestication de Bos taurus

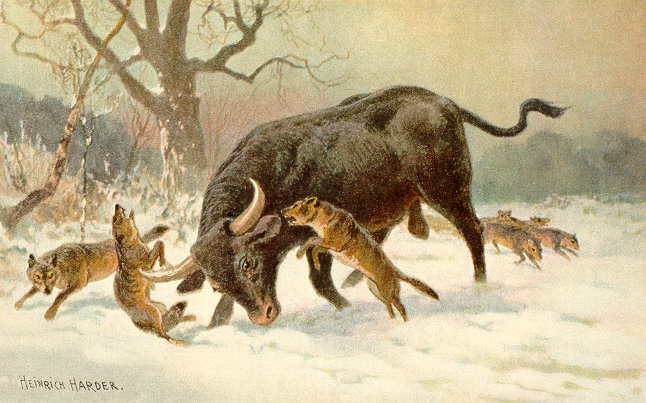
Représentation artistique d'un Aurochs,
aux prises avec des loups.

Bos taurus est le nom scientifique de l'ensemble des bovins domestiques de l'Ancien Monde tels que le bœuf ou le zébu. Bos taurus descend en droite ligne de Bos primigenius, l'aurochs. Animal devenu quasiment indispensable à l'homme sur tous les continents, il a connu une histoire qui n'a cessé de le rapprocher des humains. De gibier fournisseur de viande puis d'outils en corne, os et cuir, il a fini par être domestiqué et fournir à partir de ce moment lait, fromage et force de travail.

## Origines

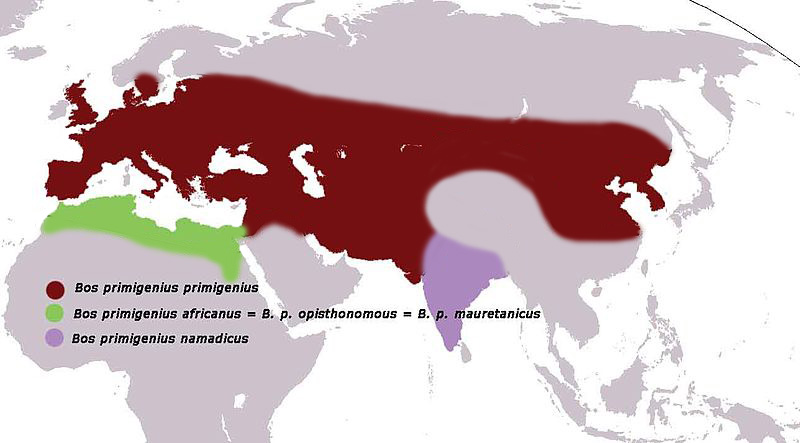
Carte de la répartition des populations de Bos primigenius.

L'aurochs, Bos primigenius serait apparu en Inde il y a 2 millions d'années. De là, il a colonisé d'autres habitats. Il a ainsi progressivement gagné l'Europe, la Chine ou l'Afrique du Nord. Au fil des millénaires, les mutations et la sélection naturelle ont façonné un grand nombre de populations interfécondes, mais au morphotype de plus en plus varié. Trois sous-espèces plus ou moins homogènes se sont créées, sur trois continents : 
- une branche asiatique : Bos primigenius namadicus. Le zébu, peuplant aujourd'hui cette région en est peut-être le descendant, à moins qu'il ait disparu et ait été remplacé par Bos primigenius. Bos taurus indicus ; longtemps considéré comme une espèce différente (Bos indicus), il est aujourd'hui considéré comme une sous-espèce de Bos taurus.
- une branche eurasiatique sans bosse : Bos primigenius primigenius. C'est l'aurochs encore présent en Europe au Moyen Âge, représenté par les peintures pariétales comme à Lascaux et disparu au XVIIe siècle (disparition, en 1627 en Pologne, du dernier représentant attesté de l’espèce)[1].
- une branche africaine sans bosse zébuine, mais de même milieu de vie que le zébu : Bos primigenius africanus ou B. p. mauretanicus ou encore B. p. opisthonomus. Elle est à l'origine des bovins autochtones d'Afrique.[réf. nécessaire]

## Pertinence des rangs taxonomiques utilisés pour les bovins
On a donné aux bovins domestiques le nom scientifique de Bos taurus au XVIIIe siècle, avant le développement de la biologie évolutive. Avec l'apparition de celle-ci, l'étroite relation entre races domestiques et sauvages a été reconnue. À ce titre, le statut scientifique des « espèces » domestiques a été remis en cause et beaucoup de biologistes ne les considèrent plus désormais que comme des formes domestiquées des espèces sauvages originelles. 
En effet, selon Ernst Mayr « une espèce est une communauté reproductive de populations (isolée au plan reproductif d'autres communautés) ». Or, les « espèces » domestiques se croisent avec leur espèce parente quand elles en ont l'occasion. Ainsi, « vu que, du moins en ce qui concerne les races d'animaux domestiques primitives, celles-ci constitueraient, en règle générale, une entité de reproduction avec leur espèce ancestrale, si elles en avaient la possibilité, la classification d'animaux domestiques en tant qu'espèces propres n'est pas acceptable. C'est pourquoi on a essayé de les définir comme sous-espèces ». 
On donne alors à la nouvelle sous-espèce le nom de l'espèce d'origine, complété par le nom de sous-espèce (qui reprend l'épithète spécifique de l'ancienne espèce).
| Nom commun        | Nom scientifique traditionnel | Nom scientifique révisé |
| ----------------- | ----------------------------- | ----------------------- |
| Chien domestique  | Canis familiaris              | Canis lupus familiaris  |
| Bovin domestique  | Bos taurus                    | Bos primigenius taurus  |
| Chèvre domestique | Capra hircus                  | Capra aegagrus hircus   |

Certains biologistes sont même réticents à utiliser la notion de sous-espèces pour un groupe domestiqué. D'un point de vue évolutif, l'idée d'espèce ou de sous-espèce est en effet liée à l'idée de sélection naturelle et non de sélection artificielle. Du fait de cette réticence et « depuis 1960 environ, on utilise de plus en plus la désignation forma, abrégée f, qui exprime clairement qu'il s'agit d'une forme d'animal domestique qui peut éventuellement remonter jusqu'à diverses sous-espèces sauvages :
- chien domestique - Canis lupus f. familiaris ;
- bovin domestique - Bos primigenius f. taurus ;
- chèvre domestique - Capra aegagrus f. hircus[3] ».

De son côté, le WWF considère que « lorsqu'il s'est éteint [l'aurochs], le matériel génétique n'a pas été perdu complètement, parce qu'au sens biologique les bétails domestiques sont aussi des aurochs »[réf. nécessaire].
La version 2005 de Mammal Species of the World utilise pour désigner l'aurochs et ses variantes domestiques le nom de Bos taurus et non celui de Bos primigenius. Le nom unique est cohérent avec l'idée selon laquelle il n'y a qu'une seule espèce. Mais le nom retenu n'est pas conforme à la décision 2027 de la International Commission on Zoological Nomenclature, laquelle a décidé en 2003 d'utiliser Bos primigenius comme nom de l'espèce sauvage. Concernant le regroupement des formes domestiques et sauvages sous une seule espèce, la commission est restée prudente sans trancher de façon définitive. Elle autorise en effet l'usage de Bos primigenius taurus pour les scientifiques défendant l'unité d'espèce entre formes sauvages et domestiquées et de Bos taurus pour les autres.
En contradiction avec l'approche dominante actuelle, un rapport datant du XVIe siècle indique que le produit d'une hybridation entre aurochs sauvage et bovin domestique est stérile, ce qui indiquerait que les deux groupes sont devenus des espèces différentes. Ce rapport n'est généralement pas repris par les scientifiques actuels pour deux raisons. La première est que toutes les espèces sauvages qui ont été domestiquées et qui existent encore se croisent sans problèmes avec leur cousin domestique, y compris le chien et le loup (le chien semble l'animal le plus anciennement domestiqué). D'autre part, les études génétiques ont montré que des croisements entre aurochs et bovins domestiques ont été réalisés bien après la domestication : « nous avons aussi pu montrer l'existence sporadique de croisements spontanés ou souhaités par l'homme entre l'aurochs européen mâle et le bœuf domestique proche-oriental femelle ».
Bien que le débat ne soit pas totalement clos, la tendance actuelle des auteurs est de considérer Bos taurus comme une espèce invalide, et d'en faire une simple variété domestiquée de Bos primigenus. Mais quel que soit le nom scientifique retenu (Bos primigenus taurus, Bos primigenius f. taurus ou Bos taurus), les bovins domestiques ont une forte spécificité par rapport à leur ancêtre sauvage.

## Domestication

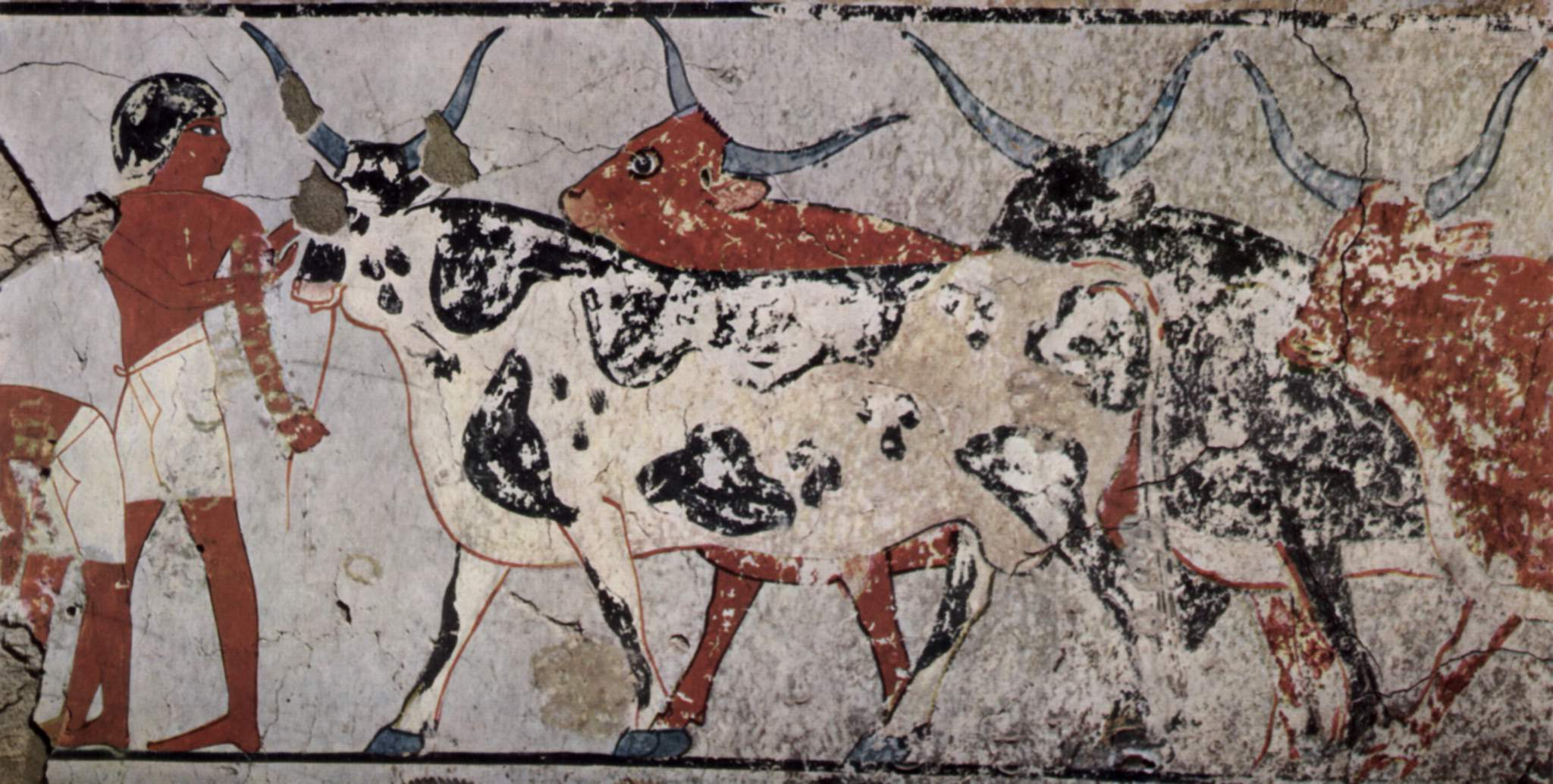
Bovins en Égypte antique

La paléogénétique semble indiquer plusieurs sources de domestication distinctes, vraisemblablement de sous-espèces différentes d'aurochs, Bos primigenius. Le bétail aurait été domestiqué indépendamment plusieurs fois dans des lieux géographiques différents : notamment en Anatolie et dans la vallée de l'Indus,.
Une étude (2012) de chercheurs allemands réalisée sur des ossements anciens trouvés dans l'actuel Iran indiquait au contraire que les bovins domestiques descendent certainement d'un très faible nombre d'individus domestiqués au Proche-orient ancien il y a 10 500 ans. Cette population originelle est constituée de 80 vaches et indiquerait que la domestication se soit effectuée en un unique lieu. Cette particularité s'explique par les difficultés rencontrées par les populations locales pour garder et gérer des aurochs en captivité. 
En Inde, à Mehrgarh, des vestiges datant de 7 000 à 5 500 ans attestent de l'usage de bovins domestiqués, donc avant la civilisation de l'Indus.
Vers 8000 ans av. J.-C., la diversité s'accélère. À la sélection naturelle va s'ajouter la sélection humaine ; les mouvements de populations avec leurs bovins vont multiplier la variabilité génétique par des croisements. 
- Dans le Croissant fertile, l'archéologie du Néolithique du Proche-Orient réunit peu de sources, cependant la plus ancienne évidence de domestication est attestée à Dja'de el-mughara dans la haute vallée de l'Euphrate, il y a environ 10500 ans[8] .
- En Afrique, la domestication du bœuf est probablement apportée par des mouvements de populations et se manifeste entre la haute vallée du Nil (Nubie, à peu près le Soudan actuel) et la corne de l'Afrique. L'infiltration de populations « europoïdes » dès le IVe millénaire av. J.-C. sur « bœufs porteurs » à longues cornes est attestée par des peintures rupestres du Tassili. Associées aux descendants de cultures dites capsiennes, elles auraient formé les premières sociétés sahariennes pastorales[10]. Le bétail égyptien pourrait être issu d'un métissage de bétail africain et mésopotamien. Selon Henri Lhote[11], l'arrivée des bovins domestiques venus du Pakistan en Afrique occidentale serait liée à la migration des Peuls venus sous l'ère des Ptolémées avec leurs troupeaux au IIIe siècle av. J.-C. Les relations économiques et culturelles entre l'Égypte, la Méditerranée et la Perse auraient favorisé l'introduction d'espèces bovines en provenance d'Inde et d'Asie Mineure.
- L'élevage des bovins commencé tôt dans les steppes euroasiatiques : à partir du début de l'Énéolithique, les populations locales de la culture de Samara pratiquent l'élevage de bétail sans agriculture[12].
- En Europe, la domestication n'a été apportée plus tardivement par des peuples venus d'Asie. Chacun de ces peuples est venu avec son bétail, qui s'est métissé en route ou sur les lieux d'installation définitive avec des aurochs mâles. Ces croisements ont donné la grande variété de rameaux de races bovines. Une fois la technique de domestication importée en Europe, il n'est pas exclu que des bovins sauvages aient été domestiqués sans croisement avec des bovins domestiques.

Beaucoup plus récemment, Bos taurus a été introduit en Amérique et en Océanie, complétant ainsi sa diffusion aux côtés de l'homme.

## En Europe
Cette espèce est issue de Bos primigenius, l'aurochs. De l'éclatement géographique né de sa répartition de la Chine à l'Espagne, de profondes différences sont apparues, donnant une diversité génétique très importante. La classification actuelle ne reconnaît que Bos primigenius, ancêtre de Bos taurus. Cependant, l'existence antérieure du nom de sous-espèce, Bos brachyceros, permet de retracer un historique de la population bovine européenne. En effet, l'ancien terme aujourd'hui invalidé, est utilisé dans un grand nombre d'historiques de race bovine. L'usage de ce terme obsolète permet de mieux expliquer le peuplement bovin de l'Europe.[réf. nécessaire]

### Bos primigenius
L'aurochs est attesté en Europe depuis le début du Pléistocène moyen. Son lien à l'homme a existé dès leur rencontre. Il était un gibier de choix et les peintures nombreuses attestent de ce lien. Selon Claude Guintard, la variété de couleur et de forme de cornes permet de dire que des variations génétiques existaient dans une population dont l'aire de répartition couvrait des milliers de kilomètres. Par ailleurs, la sélection naturelle a adapté ces individus à leur milieu. De plus, l'époque du peuplement de l'Europe coïncide avec des changements climatiques majeurs. On a parfois fait un lien entre l'auroch européen et les races bovines européennes de grande taille : races bovines du littoral de la mer du Nord et rameau blond et rouge.

### Bos brachyceros[14]
Ce nom a longtemps été donné par certains auteurs de la première moitié du XXe siècle à des bovins domestiques particuliers, dont ils considéraient que les spécificités physiques renvoyaient à une espèce à part.
Aujourd'hui, la tendance est de considérer Bos brachyceros comme un type de bovin domestique, simple sous-ensemble de Bos taurus. L'espèce n'est donc plus valide, mais le terme permet de caractériser certaines races domestiques anciennes.
Il faut semble-t-il distinguer un peuplement ancien, qui a donné des races domestiquées sur place et un peuplement ultérieur avec des bovins qui sont venus d'Asie avec les peuples qui les avaient domestiqués.

### Peuplement autochtone

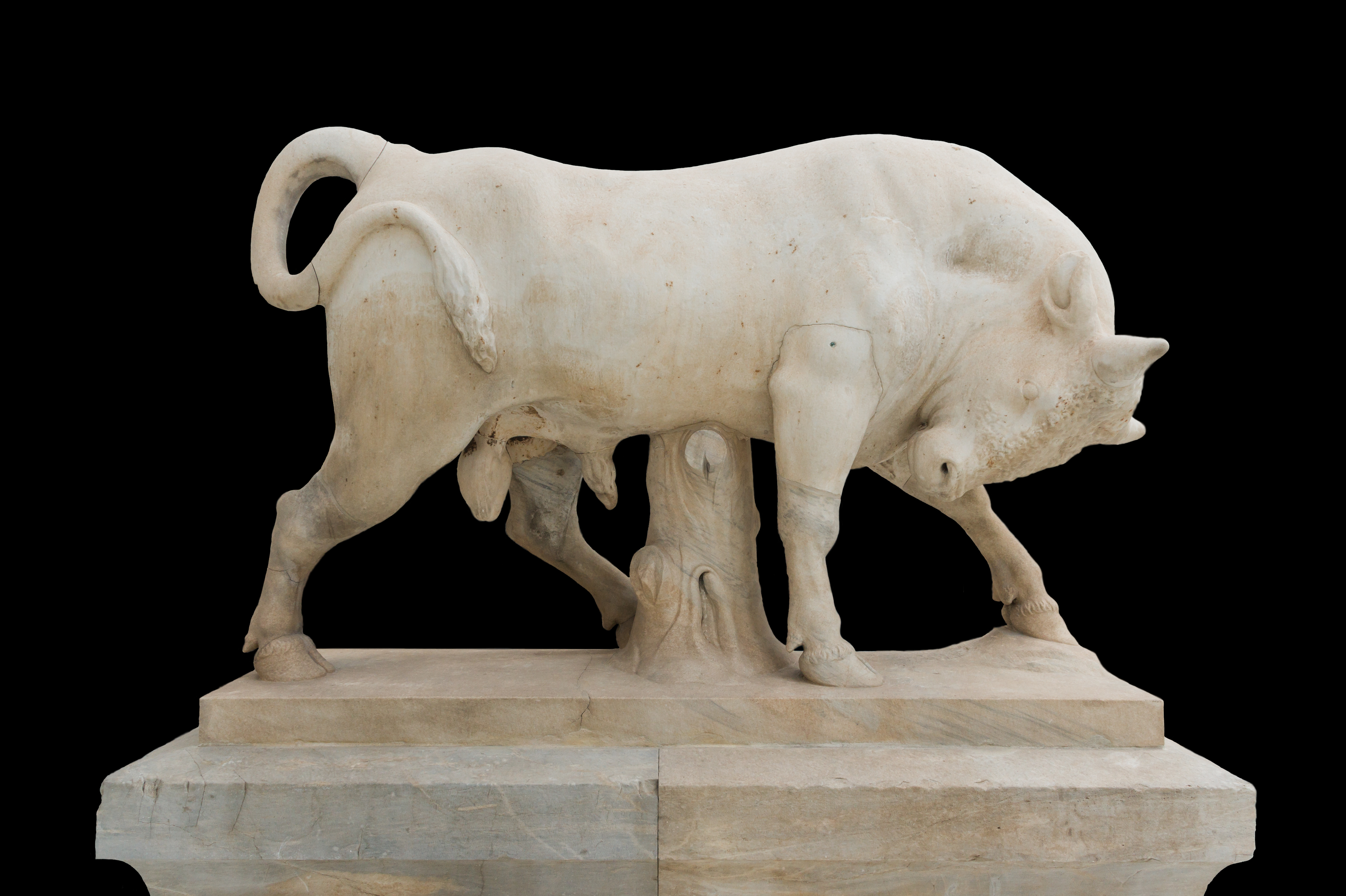
Le taureau monumental, plus grand que nature, de la tombe de Dionysios de Kollytos, marbre d'époque hellénistique, Musée archéologique du Céramique, Athènes, Grèce.

La domestication de Bos taurus n'est pas européenne. L'invention de l'agriculture en Mésopotamie a provoqué une augmentation importante de la population. Des groupes ont quitté cette région vers l'Europe ou la steppe eurasiatique. Ils ont emmené avec eux leurs animaux, dont les bovins aptes à la traction des chariots portant leurs bagages. Ces arrivées successives de bovin domestiqué en Europe ont provoqué des métissages avec l'aurochs sauvage pour créer les rameaux dont les races contemporaines sont issues.  

#### Peuplement naturel préhistorique
Bos brachyceros est cité comme ancêtre des races suisses. C'est un bœuf des marais de petite taille, qui porte de courtes cornes. Il aurait ainsi fortement contribué à la création du rameau pie rouge des montagnes. La population s'étendait jusqu'au rivage méditerranéen. La race camargue est issue directement de cette origine. Le rameau celtique présente ses caractères. Il a migré de la Méditerranée au nord-ouest de la France puis dans les îles Britanniques au Néolithique. Le rameau ibérique aurait la même origine. Outre leur taille, on peut signaler leur caractère difficile, agressif ou combattant. Cet état de fait a été mis en exergue sur les races hérens (combats de reines), camargue et toro de lidia (tauromachie). Il est souvent fait mention du caractère difficile et imprévisible de races du rameau celtique. Lors de leur domestication, les individus capturés étaient, volontairement ou non, croisés avec les animaux restés sauvages. Des races à cornes courtes, voire sans cornes sont originaires de Scandinavie, une région de tourbières et de terres acides. Leur morphologie et leur adaptation aux pâturages sur sols ingrats (acides) plaident pour une origine semblable.

#### Peuplement artificiel dans l'Antiquité
On parle aussi de Bos brachyceros dans les pays bordant la Méditerranée. Il s'agit de l'espèce domestiquée au Néolithique en Asie occidentale et disséminée par les Grecs, donnant le rameau brun à robe brune en Europe. En Asie occidentale, il a donné le rameau brun à robe fauve. Les animaux issus de cette domestication ont accompagné la migration de leurs éleveurs. Pour tracter les chariots, la sélection n'a conservé que les individus dociles. C'est la raison pour laquelle on ne signale plus de races agressives. La brune est même louée pour sa docilité.
Pour les Espagnols, le rameau ibérique résulterait du métissage de Bos primigenius européen et de Bos brachyceros africain.

### Peuplements ultérieurs
Chaque vague de peuplement humain a fait voyager les bovins élevés par le peuple migrant. Nombre de peuples ont apporté d'Asie leur bétail. Ce bétail métissé avec l'aurochs a constitué le fond du peuplement. D'autres mouvements ont par la suite brassé les populations.
Les peuples germaniques, issus de l'actuelle Suède, auraient disséminé du bétail nordique et rouge de la Baltique. Plus tard, les Huns auraient apporté la Brune dans les Alpes orientales, les Goths, du bétail grise des steppes en Italie (podolica) et en France. (Gasconne) Plus tard, les Magyars amèneront en Hongrie du bétail de même origine, donnant le bœuf gris de Hongrie. Le rameau celtique sera constitué de bétail originel de type Bos brachyceros, avec du bétail viking venu de Scandinavie, (Rameau nordique). L'élevage bovin en Grande-Bretagne est encore plus complexe.
Autre mystère, des textes décrivant l'origine de la race italienne piemontese la disent issue du croisement de Bos primigenius et d'un zébu venu du Pakistan, accompagnant un peuple en marche. La diversité des sources semble corroborer ce fait, mais il est surprenant qu'on ne trouve nulle autre trace génétique de cette espèce entre le Pakistan et le Piémont.

### En Gaule
Il existait un élevage bovin celte en Gaule. Les premières fouilles ont montré que l'arrivée des Romains correspond à une augmentation de la taille des restes de bétail consommé trouvés dans des dépotoirs. Cette taille diminue à nouveau ensuite à la fin de l'Empire romain. Des races plus performantes auraient pu être introduites d'Italie.
Les études plus récentes infirmeraient cette hypothèse : il existait des bovins de taille plus grande au nord de la Gaule dès la conquête, alors qu'au sud, l'augmentation est plus tardive de deux siècles. Il s'agirait alors de l'introduction de techniques de sélection. La taille modeste des animaux de l'élevage celte n'est cependant pas un élément de moindre technicité. Il permet de ne pas perdre de viande à une époque où la conservation de la viande peut être aléatoire. Avec les Romains, le marché s'élargit et la commercialisation de quantités plus importantes ne semble plus poser de problèmes. De plus, le bœuf de simple aliment aurait gagné le statut d'animal de trait.
La diminution de la taille des animaux après la chute de l'Empire peut provenir des mêmes phénomènes inversés : arrêt de la sélection et arrivée d'animaux de plus petite taille, venus avec les peuples qui les élevaient : rameau grise des steppes venu des plaines d'Ukraine.
L'existence plus ancienne de bovins plus grand au nord de la Gaule pourrait aussi être liée à la proximité de la grande plaine eurasiatique où vivait Bos primigenius. Il aurait donné les Races du littoral de la mer du Nord de grande taille.

## En Afrique

### Bos africanusouBos mauretanicus
Plusieurs théories ont été émises pour décrire l'histoire de l'élevage bovin africain ; en 2018, la question ne fait pas consensus parmi les scientifiques. Longtemps, les spécialistes ont cru que le bétail domestique venait de Mésopotamie (donc des descendants de Bos primigenius). Des peuples de pasteurs auraient ensuite migré vers l'Égypte et le reste de l'Afrique, y amenant leur bétail et leur technique d'élevage. Cette population aurait ensuite subit des croisements avec Bos africanus sauvage. 
À la suite de récentes recherches archéologiques et en génétique moléculaire, la théorie actuellement admise fait remonter l'élevage bovin en Afrique à près de 8000 ans. Une domestication en Afrique de Bos africanus aurait eu lieu presque en même temps que celle de Bos primigenius en Mésopotamie. 
Henri Lhote pense qu'une branche bovine aurait été domestiquée dans la haute vallée du Nil (Haute Égypte, Nubie et Éthiopie). Il s'agirait d'un bœuf à bosse qui n'a rien à voir avec le zébu. Il aurait migré ou été introduit en Égypte antique : on le retrouve représenté sur les monuments. Il aurait aussi suivi le peuple peul dans sa migration entamée 4 500 ou 4 000 ans av. J.-C. Les peintures pariétales de bovins permettent de suivre l'avancée de ce peuple, puisque c'est lui qui apporte la technique de représentation dans le Sahara. Arrivées en Mauritanie et au Sénégal, les traces deviennent plus difficiles à suivre : les grottes et rochers permettant la réalisation d'œuvres d'art sont plus rares. Les Peuls auraient introduit l'élevage bovin en Afrique de l'Ouest.
Il aurait subi des changements climatiques très importants, donnant trois rameaux de race:
- Sans bosse à courtes cornes d'Afrique du Nord regroupant les races d'Égypte et du Maghreb[24].
- Sans bosse à longues cornes regroupant les races des plaines riches d'Afrique de l'Ouest[25].
- Sans bosse à courtes cornes regroupant les races de la forêt équatoriale et peuplant les lagunes côtières d'Afrique centrale[22].

Par ailleurs, Bos africanus est cité par des historiens espagnols comme ayant fait un apport non négligeable aux races ibériques. Un passage de bovins par le détroit de Gibraltar aurait pu se faire au cours de la Préhistoire. Cet apport est trop ancien pour correspondre au bétail apporté par les Arabes au VIIIe siècle.

### Bos indicus
Il s'agit du zébu originaire du bassin de l'Indus. Selon Henri Lhote, il n'a fait son apparition en Afrique que bien après Bos africanus. Sa présence est attestée en Égypte dès le deuxième millénaire avant Jésus-Christ, une autre phase d'introduction aurait ensuite eu lieu sous l'action des marchands arabes. Ces derniers le trouvaient mieux adapté que les bovins anciens au climat en cours d'assèchement. Il aurait ainsi contribué à améliorer la productivité. Il a lentement infusé les races locales au cours des siècles, donnant par croisement, les rameaux Sanga, Grand zébu est africain, Petit zébu est africain et Zébu ouest africain.
Au XIXe siècle, une épidémie de peste bovine arrivée avec des bovins italiens en Érythrée décima le cheptel bovin dans tout l'est africain. Il s'ensuivit une famine très grave, à la suite de laquelle les Européens opérèrent un apport massif de zébus d'Inde et du Pakistan dans cette région. Cette arrivée créa un nouveau rameau, croisement entre les zébus et le rameau Sanga. Il est nommé zenga.

## En Asie
La péninsule indienne, lieu de naissance de notre sujet, a conservé une population originale, le zébu. Bien adapté à la sécheresse et à la saisonnalité de la nourriture liée à la mousson, il n'a pas bougé de son biotope auquel il était si bien adapté. En revanche, depuis sa domestication, il a fait l'objet de soins particuliers, allant jusqu'à le rendre sacré dans l'Hindouisme. Arabes, puis Occidentaux, plus terre à terre, vont ensuite lui faire découvrir les régions du monde aux climats proches de ceux de l'Inde et auxquelles il est bien mieux adapté que la branche européenne. Au premier millénaire de notre ère, il a gagné l'Afrique. Plus près de nous, les Brésiliens et Américains l'ont importé.
En Extrême-Orient, des races bovines existent depuis les débuts de l'agriculture. Races de trait, fournissant aussi viande, lait et cuir, elles ont donné leurs lettres de noblesse au bœuf de Kobe ou aux recettes chinoises de bœuf. Dans la culture culinaire de ces nations, le lait nature est utilisé pour les jeunes enfants, mais ensuite il sort des traditions. Ni fromages, ni yaourts ne sont utilisés. 
Actuellement, des croisements sont en cours pour mêler productivité de la génétique européenne aux facultés d'adaptation des races asiatiques. La mode occidentale tend à faire entrer les produits laitiers dans le mode de consommation des jeunes générations citadines : des races laitières sont ainsi élevées en race pure ou en croisement pour créer un élevage laitier performant.
En Asie, des espèces bovines différentes de Bos taurus ont perduré:
- Le Yack, Bos grunniens, issu des hauts massifs montagneux de l'Himalaya, il est domestiqué par les Tibétains et les Népalais, bien qu'il reste une population toujours sauvage ;
- Le Banteng, Bos javanicus, bovin de petite taille d'Indonésie ;
- Le buffle d'Asie, Bubalus bubalis, bovin de travail indissociable des rizières.

## En Amérique et en Océanie
Ces continents n'ont accueilli que tardivement les bovins. Ce sont les aventuriers espagnols puis britanniques qui ont amené avec eux des individus dans leurs colonies. Dans un premier temps comme réserve de viande, puis comme reproducteurs pour initier un élevage. Ce sont donc naturellement les races espagnoles et britanniques qui ont prospéré, avant d'être croisées avec d'autres pour créer de nouvelles races. Des individus échappés ont même créé des populations marronnes, notamment en Colombie ou en Amérique centrale. Depuis un siècle, la découverte des capacités d'adaptation des races de zébu aux climats chauds a créé un engouement sur les croisements Bos taurus taurus x Bos taurus indicus. 